# Munkebjerg Kirke
Munkebjerg Kirke er en kirke fra 1961 i Odensebydelen Munkebjerg nær Munkebjergvej.
Kirken er tegnet af arkitekterne Erik og Ebbe Lehn Petersen. I kirken er der en glasmosaik af kunstneren Knud Lollesgaard.